# Martín López de Baylo
Martín López de Baylo (Saragossa, segle XVI - Saragossa, segle XVII) fou un eclesiàstic i bibliotecari espanyol.
Doctor en Dret civil i Dret religiós i lloctinent del justícia major d'Aragó, fou el secretari d'Antoni Agustí i Albanell, arquebisbe de Tarragona, sobre la biblioteca del qual publicà una Noticia l'any 1586. També fou canonge de la catedral de Tarragona i, el 1605, canonge electe de la catedral de Saragossa, càrrec del qual no arribà a prendre possessió. A més, fou bibliotecari de Felip III de Castella.